# Quai de l'École
Le quai de l'École, est un ancien quai de Paris, disparu en 1868. La partie ouest du quai a porté durant quelques années le nom de « quai de Bourbon ». Le quai était situé dans l'ancien 4e arrondissement (actuel 1er arrondissement).

## Situation
Ce quai débutait Pont-Neuf et au 1, place des Trois-Maries et finissait au 2, place du Louvre, dans l'ancien 4e arrondissement, quartier du Louvre.
Les numéros de la rue étaient rouges. Il n'y avait pas de numéro impair et le dernier numéro pair était le no 34.

## Origine du nom
Le quai tient son nom de l'école Saint-Germain qui était l'une des plus anciennes écoles de Paris et qui était sur ce quai, où elle a existé jusqu'au XIIIe siècle.

## Historique
En 1290, ce quai se nomme « grand'rue de l'École Saint-Germain » et en 1298 « rue dite de l'École Saint-Germain ».
Elle est citée dans Le Dit des rues de Paris de Guillot de Paris sous la forme « rue de L'Escole ».
Sous le règne de François Ier, le quai est surélevé, élargi et pavé.
Elle est citée sous le nom de « rue de l'Escolle » pour une partie et de « quay de l'Escolle » pour l'autre partie, dans un manuscrit de 1636 dont le procès-verbal de visite, en date du 22 avril 1636, indique qu'elle est « salle, boueuse et remplie d'immundices et de plus avons particulièrement veu quantité de fumiers compiliez avec boues, qui arrestent le cours des eaues des ruisseaux ».
En 1702, le quai, qui fait partie du quartier du Louvre, comporte 25 maisons et 9 lanternes.
En 1719, la partie du quai située entre l'actuelle rue de l'Amiral-de-Coligny et la colonnade du Louvre prend le nom de « quai de Bourbon » à cause de la rue du Petit-Bourbon qui y aboutissait.
Durant les Trois Glorieuses, la voie est le théâtre d'affrontement entre les insurgés et la troupe.
En 1868, le quai de l'École, le quai de Bourbon et le quai du Louvre sont réunis sous le nom de « quai du Louvre ».